# Diplusodon leucocalycinus
Diplusodon leucocalycinus är en fackelblomsväxtart som beskrevs av A. Lourteig. Diplusodon leucocalycinus ingår i släktet Diplusodon och familjen fackelblomsväxter. Inga underarter finns listade i Catalogue of Life.